# Penstemon globosus
Penstemon globosus är en grobladsväxtart som först beskrevs av Charles Vancouver Piper, och fick sitt nu gällande namn av Francis Whittier Pennell och Keck. Penstemon globosus ingår i släktet penstemoner, och familjen grobladsväxter. Inga underarter finns listade i Catalogue of Life.

## Bildgalleri

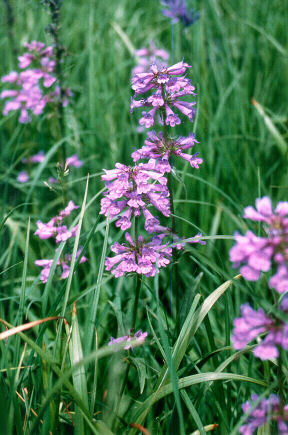